# Tanisha Wright
Tanisha Wright (née le 29 novembre 1983 à Brooklyn, New York) est une ancienne joueuse et entraîneuse de basket-ball de nationalité américaine. Mesurant 1,80 m, elle évoluait au poste d’arrière.

## Biographie
En 2003, elle remporte l'or au Championne du monde des moins de 21 ans à Šibenik avec 4,4 points et 1,6 rebond par rencontre.
En 2008-2009, elle est désignée meilleure joueuse étrangère du championnat de France après une saison remarquée avec Tarbes.
En août 2013, elle signe pour le club turc d'Euroligue Kayseri Kaski.
Après une dizaine d'années au Storm de Seattle, avec un titre de championne WNBA en 2010, elle signe comme agent libre pour le Liberty de New York au début de l'année 2015. La native de Brooklyn et fan des Knicks de New York fait ainsi le retour de la ville de sa famille. Réputée pour ses qualités défensives, déjà trois fois élue meilleure défenseure de la Big Ten Conference en universitaires, elle est installée dans le cinq de départ par Bill Laimbeer qui fait de son équipe une référence en la matière.
En 2017-2018, elle accomplit sa première saison en tant qu'entraîneuse assistante de Cara Consuegra pour les 49ers de l'Université de Carolin du Nord à Charlotte, dont l'équipe termine la saison NCAA sur un bilan de 14 victoires pour 16 revers.
Elle ne dispute pas la saison WNBA 2017, mais après une expérience comme entraîneuse assistante à UNC-Charlotte, elle signe en mars 2018 avec le Lynx du Minnesota pour pallier la retraite de Jia Perkins.
Nommée entraîneuse adjointe des Aces de Las Vegas en 2020, elle n'y reste qu'une saison avant d'être promue entraîneuse titulaire du Dream d'Atlanta en octobre 2021. Après une première saison appréciée en Géorgie, elle est prolongée pour cinq saisons.

## Clubs en carrière
| Saisons   | Équipe                             | Pays       |
| 2001-2005 | Nittany Lions de Penn State (NCAA) | États-Unis |
| 2005-2014 | Storm de Seattle (WNBA)            | États-Unis |
| 2007-2008 | Hapoël Tel-Aviv (basket-ball)      | Israël     |
| 2008-2009 | Tarbes GB                          | France     |
| 2009-2010 | AEL Limassol                       | Chypre     |
| 2009-2010 | Lotos Gdynia                       | Pologne    |
| 2010-2012 | Elitzur Delek Ramla                | Israël     |
| 2013-2014 | Kayseri Kaski                      | Turquie    |
| 2015-2016 | Liberty de New York (WNBA)         | États-Unis |
| 2016-2017 | Kayseri Kaski                      | Turquie    |
| 2018      | Lynx du Minnesota (WNBA)           | États-Unis |

## Palmarès

### Avec l’équipe des États-Unis
- Championne du monde des moins de 21 ans en 2003 à Šibenik.

### En club
- Championne saison WNBA 2010

### Distinctions personnelles
- Meilleure joueuse du championnat israélien 2007-2008[3].
- Meilleure joueuse étrangère de la Ligue féminine de basket 2008-2009 avec Tarbes GB[3].
- Meilleur cinq défensif de la WNBA 2009, 2010, 2011[9], 2013, 2014
- Second cinq défensif de la WNBA 2015, 2016[10]